# École navale
Die französische Marineschule École navale hat ihren Sitz in Lanvéoc in der Bucht von Brest, südlich von Brest in der Bretagne. Sie ist die Offizierschule der französischen Marine. Ihre Schüler werden nach einem früheren Schulschiff mit Namen Borda umgangssprachlich Bordaches genannt.
Im Ersten Kaiserreich wurde die Marine ab 1810 auf zwei Schiffen ausgebildet, der Tourville in Brest am Atlantik und der Duquesne in Toulon am Mittelmeer. Unter Karl X. wurde 1830 die Marineschule auf dem Festland gegründet.
Die École navale ist eine Grande école, eine militärische Elitehochschule. Wie die zivilen Elitehochschulen setzt sie neben dem Baccalauréat die zweijährige Vorbereitung durch die Vorbereitungsklassen voraus. Es folgt der Concours Centrale-Supélec sowie eine mündliche und eine sportliche Eingangsprüfung.
Die Schule hat rund 300 Schüler. Jedes Jahr schließen etwa 74 Offizieranwärter nach drei Jahren die Schule ab und erhalten das Ingenieurs-Diplom; es folgt im vierten Jahr die Spezialisierung für Kriegsschiffe, U-Boote, Spezialeinheiten, als Marineflieger, für den Minenkrieg oder für Nuklearenergie; es werden Praktika bei der Handelsmarine oder bei Unternehmen der Rüstungsindustrie wie Areva, Thales oder Total absolviert.
Wie in der deutschen Marineschule Mürwik wird auch auf Segelschulschiffen ausgebildet; zurzeit sind dies die Belle Poule und die Étoile, beides Schoner aus dem Jahr 1932. Seit 1993 besteht ein deutsch-französisches Austauschprogramm, das es Franzosen (unter dem Titel EFENA) ermöglicht, ihre Ausbildung in Deutschland zu absolvieren und umgekehrt.

## Ehemalige (alphabetisch)
- Joseph-René Bellot (1826–1853), Offizier und Polarforscher
- Jacques-Yves Cousteau (1910–1997), Meereskundler und Dokumentarfilmer
- Jean Cras (1879–1932), Konteradmiral und Komponist
- François Darlan (1881–1942), Admiral und Politiker
- Ernest Jean Philippe Fauque de Jonquières (1820–1901), Offizier und Mathematiker
- Pierre Loti (1850–1923), Schriftsteller
- Henri Nomy (1899–1971), Admiralstabschef
- Didier Ratsiraka (1936–2021), späterer Präsident von Madagaskar
- Albert Roussel (1869–1937), Komponist
- Pierre Savorgnan de Brazza (1852–1905), Afrikaforscher
- Michel Serres (1930–2019), Philosoph
- Éric Tabarly (1931–1998), Schiffskonstrukteur
- Paul Teste (1892–1925), Pionier der französischen Marineflieger

Der spätere Schriftsteller Alain-Fournier und der spätere Regisseur Henri-Georges Clouzot brachen ihre Ausbildung an der Schule ab.